# 529
Évszázadok: 5. század – 6. század – 7. század
Évtizedek: 470-es évek – 480-as évek – 490-es évek – 500-as évek – 510-es évek – 520-as évek – 530-as évek – 540-es évek – 550-es évek – 560-as évek – 570-es évek
Évek: 524 – 525 – 526 – 527 –  528 – 529 – 530 – 531 – 532 – 533 – 534

## Események

### Bizánci Birodalom
- Elkészül Iusztinianosz császár törvénygyűjteménye, a Corpus iuris civilis.
- Iusztinianosz keresztényellenes filozófiájára hivatkozva bezárja az athéni Akadémiát, amelyet még Platón alapított 900 évvel korábban. A filozófusok Perzsiába emigrálnak.
- Iusztinianosz erőszakos térítő politikája miatt fellázadnak a szamaritánusok. Vezetőjüket, Julianus ben Szabart királlyá kiáltják, ki, keresztény templomokat gyújtanak fel, gyilkolják és elűzik a keresztény lakosságot Szamáriából. Felégetik a betlehemi Születés Templomát is.
- A szamaritánusok felkelése ellen a bizánciakat segíti az arab törzsfő, al-Hárith ibn Dzsabalah, akit Iusztinianosz az arabok királyává nevez ki és aki megalapítja a Gasszánida dinasztiát. Állama ütközőzónaként is segíti a bizánciakat a perzsa szövetséges arab Lahmidákkal szemben (akik az ibériai háború miatt ebben az évben is betörnek Szíriába).

### Európa
- Nursiai Benedek a Nápoly melletti Monte Cassinón kolostort alapít, amely szigorú regulájáról válik ismertté.
- Az Osztrogót Királysághoz tartozó Orange-ban zsinatot tartanak, amelyen elítélik a pelagianizmus enyhébb formáját is és megerősítik Hippói Szt. Ágoston doktrínáit.
- A türingeket uraló három fivér közül Hermanafrid megöli Bertachart, majd segítséget kér I. Theuderic frank királytól másik testvére, Baderic ellen; cserébe felajánlja fele országát. Badericet frank segítséggel legyőzik és megölik, de Hermanafrid nem hajlandó teljesíteni ígéretét.

### Kína
- Északi Vejben az előző évi hatalomátvétel miatt Jüan Hao herceg délre, a Liang-dinasztiához menekül. Vu császár egy kisebb sereget bocsát a rendelkezésére, amivel visszatér északra és a tehetséges liangi hadvezér, Csen Csing-csi segítségével sorra nyeri a csatákat. Hsziaocsuang császár és a hatalmat ténylegesen kezében tartó Ercsu Zsung hadvezér elmenekül, így Jüan Hao bevonul a fővárosba, Lojangba és császárrá kiáltja ki magát. Ercsu Zsung azonban egy meglepetésszerű ellentámadással megsemmisíti a liangi csapatokat, Jüan Haót pedig menekülés közben meggyilkolják.

## Halálozások
- Cönobiarkha Szent Theodósziosz, bizánci remete, teológus
- Baderic, türing király
- Jüan Hao, kínai trónkövetelő

## Fordítás
- Ez a szócikk részben vagy egészben  a(z)   529 című angol Wikipédia-szócikk ezen változatának fordításán alapul.  Az eredeti cikk szerkesztőit annak laptörténete sorolja fel. Ez a jelzés csupán a megfogalmazás eredetét és a szerzői jogokat jelzi, nem szolgál a cikkben szereplő információk forrásmegjelöléseként.